# Boys Planet
Boys Planet (en Hangul, 보이즈플래닛; romanización revisada del coreano, Boijeupeullaenit) es un programa de competencia de telerrealidad creado por Mnet. Se estrenó el 2 de febrero de 2023 a las 20H00 (KST) y se emitió todos los jueves, el horario de transmisión cambió a las 20H50 KST desde el 16 de febrero de 2023.
El programa es una secuela de Girls Planet 999, pero con participantes masculinos. Entre miles de aplicantes, se eligió a 98 concursantes de distintos países y posteriormente fueron divididos en dos grupos: K-Group y G-Group. El último episodio se realizó el 20 de abril de 2023 y se transmitió en vivo. En este se anunció que los nueve miembros finales debutarían como Zerobaseone.

## Concepto y formato
El tema de Boys Planet gira en torno al espacio: los dos grupos de participantes, K-Group y G-Group, son «planetas» y los presentadores del programa son apodados como «Star Masters». Bajo la guía de siete «Masters», los concursantes deben realizar varias rondas de evaluación en las que tienen que mostrar sus habilidades en canto, baile y rap. Después de cada ronda, la audiencia, denominada como «Star Creators», vota por sus aprendices favoritos para crear la alineación final del grupo que debutará.
Su predecesor, Girls Planet 999, limitó las aplicaciones a Corea del Sur, Japón y China; sin embargo, Boys Planet expandió las regiones permitidas para incluir más participación internacional. Los aprendices se eligieron mediante dos rondas; la primera se realizó desde el 11 de diciembre de 2021 hasta el 11 de febrero de 2022, mientras que la segunda tuvo lugar desde el 27 de junio hasta el 21 de agosto de 2022. Los concursantes finales se escogieron independientemente de su nacionalidad, afiliación con una agencia o experiencia previa como cantante. Finalmente, se seleccionó a 98 participantes de 84 países y regiones y 229 agencias, incluyendo a Corea del Sur y otras partes de Asia, Europa, Norteamérica, Sudamérica y Medio Oriente. El objetivo del programa es debutar un grupo de nueve miembros y que sea el primer grupo de la quinta generación de K-pop.

### Sistema de votación
La aplicación Mnet Plus es la plataforma principal para la votación y para acceder a los contenidos relacionados con los participantes. A diferencia de Girls Planet 999, donde los espectadores tenían que votar por aprendices de cada grupo, en Boys Planet los votos son asignados individualmente a los concursantes. El sistema de votación es auditado por Samil PwC, una empresa externa, para garantizar la transparencia y equidad en los procesos relacionados con la votación.

## Promoción y transmisión
El 11 de diciembre de 2021, durante los Mnet Asian Music Awards 2021, Mnet reveló que lanzaría la versión masculina de Girls Planet 999, Boys Planet, en 2022. Sin embargo, debido a problemas de producción, la fecha de estreno se aplazó para inicios de 2023.
El 28 de noviembre, Mnet anunció que revelaría el primer adelanto de Boys Planet en los MAMA Awards 2022. La fecha de estreno del programa, el 2 de febrero de 2023, se confirmó mediante una foto promocional publicada el 21 de diciembre de 2022.
La canción principal, «Here I Am» (en hangul, 난 빛나), se lanzó el 29 de diciembre de 2022, junto con una interpretación del tema en M Countdown. En esta se reveló que Sung Han-bin, del K-Group, y Zhang Hao, del G-Group, eran los centros de sus respectivos grupos. Los perfiles de los concursantes se publicaron el mismo día. Al día siguiente, se transmitió un episodio especial titulado Boys Planet: Star Is Born, en el que aparecieron los dance masters Baek Koo-young y Choi Young-joon, Yoon Ji-sung y Kim Jae-hwan (antiguos miembros de Wanna One), Kwon Eunbi y Choi Ye-na (antiguas integrantes de Iz*One), así como todas las integrantes de Kep1er.
El programa se transmite simultáneamente a través de Mnet y TVING en Corea del Sur; AbemaTV y Mnet Japan en Japón; AfreecaTV en Vietnam, Tailandia e Indonesia; tvN Asia en el sur de Asia;[cita requerida] y está disponible en las plataformas de streaming Viki y Viu en regiones seleccionadas,[cita requerida]. Para el resto del mundo, es transmitido en vivo en el canal de YouTube de Mnet, Mnet K-POP.
El 27 de marzo de 2023, se confirmó que los participantes de Boys Planet serían parte del evento KCON 2023 en Japón. Dos días después se realizó un conferencia de prensa en el CJ ENM Center con los 28 concursantes finales. El 15 de abril de 2023, a las 20H00 KST, se emitió un episodio especial titulado Pajama Party in Planet Camp.
La final se realizará en Jamsil Arena el 20 de abril de 2023. Adicionalmente, el episodio se transmitirá en vivo en once teatros CJ CGV en Corea del Sur. Las entradas se agotaron en dos minutos.

### Horario de transmisión
| Temporada | Temporada | Episodios | Episodios | Emisión original      | Emisión original     | Horario                  |
| Temporada | Temporada | Episodios | Episodios | Primera emisión       | Última emisión       | Horario                  |
| --------- | --------- | --------- | --------- | --------------------- | -------------------- | ------------------------ |
|           | 1         | 12        | 2         | 2 de febrero de 2023  | 9 de febrero de 2023 | Jueves a las 20H00 (KST) |
|           | 1         | 12        | 10        | 16 de febrero de 2023 | 20 de abril de 2023  | Jueves a las 20H50 (KST) |

## Elenco
El programa es presentado por los «Star Masters», que son diferentes en cada ronda; por lo general, son celebridades con experiencia en la industria que dan consejos y guían a los aprendices.
Hwang Min-hyun, exmiembro de NU'EST y Wanna One, fue el primer «Star Master», mientras que Sunmi apareció temporalmente como la segunda «Star Master» en el segundo episodio. El actor Yeo Jin-goo presentó el episodio especial 1st Survivor Announcement Ceremony el 24 de febrero de 2023, así como el episodio 5. Minhyuk, del grupo BtoB, se unió al programa como el cuarto «Star Master», para la segunda misión, y como presentador del especial 2nd Survivor Announcement Ceremony. Key, de Shinee, fue el quinto «Star Master», para la tercera misión. En el episodio 10, Jo Kwon, de 2AM, se convirtió en el sexto «Star Master» como parte del especial «Musical Star Test». Jeon Somi presentó el evento 3rd Survivor Announcement Ceremony como la séptima «Star Master» el 7 de abril de 2023. Kim Jae-hwan, antiguo miembro de Wanna One, fue el octavo «Star Master», para la misión final. Hwang Min-hyun será nuevamente un «Star Master» en la final del programa.
El resto de los mentores, también apodados como masters, son:
- Dance Masters:
  - Baek Koo-young (백구영)
  - Choi Young-joon (최영준)
  - Lip J (립제이)
- Vocal Masters:
  - Heo Sol-ji (허솔지)
  - Lee Seok-hoon (이석훈)
  - Lim Han-byul (임한별)
- Rap Masters:
  - pH-1 (피에이치원)
  - Lil Boi (Ep. 3–4) (릴보이)
  - Bobby (Ep. 6–7) (바비)

## Concursantes
Un total de 98 concursantes participaron en el programa; 49 son coreanos, mientras que los otros 49 son de Canadá, China, Hong Kong, Japón, Taiwán, Tailandia, Estados Unidos y Vietnam.
Clave
| 98 Concursantes                                                                                      | 98 Concursantes          | 98 Concursantes          | 98 Concursantes          | 98 Concursantes               |
| K-Group ( Corea del Sur)                                                                             | K-Group ( Corea del Sur) | K-Group ( Corea del Sur) | K-Group ( Corea del Sur) | K-Group ( Corea del Sur)      |
| --- | ------------------------ | ------------------------ | ------------------------ | ----------------------------- |
| Sung Han-bin (성한빈)                                                                                | Park Gun-wook (박건욱)   | Kim Tae-rae (김태래)     | Kim Gyu-vin (김규빈)     | Kim Ji-woong (김지웅)         |
| Han Yu-jin (한유진)                                                                                  | Park Han-bin (박한빈)    | Lee Hoe-taek (이회택)    | Kum Jun-hyeon (금준현)   | Lee Jeong-hyeon (이정현)      |
| Yoo Seung-eon (유승언)                                                                               | Yoon Jong-woo (윤종우)   | Cha Woong-ki (차웅기)    | Lee Seung-hwan (이승환)  | Seo Won (서원)                |
| Mun Jung-hyun (문정현)                                                                               | Park Ji-hoo (박지후)     | Oh Sung-min (오성민)     | Lee Ye-dam (이예담)      | Jung Min-gyu (정민규)         |
| Lim Jun-seo (임준서)                                                                                 | Ji Yun-seo (지윤서)      | Lee Dong-yeol (이동열)   | Bak Do-ha (박도하)       | Lee Da-eul (이다을)           |
| Park Hyun-been (박현빈)                                                                              | Jeong I-chan (정이찬)    | Choi Woo-jin (최우진)    | Lee Dong-gun (이동건)    | Lee Hwan-hee (이환희)         |
| Choi Ji-ho (최지호)                                                                                  | Choi Seung-hun (최승훈)  | Kim Min-seoung (김민성)  | Han Seo-bin (한서빈)     | Park Min-seok (박민석)        |
| Jang Yeo-jun (장여준)                                                                                | Jang Ji-ho (장지호)      | Jung Ho-jin (정호진)     | Jeon Woo-seok (전우석)   | Park Gwan-young (박관영)      |
| Jeon Ho-young (전호영)                                                                               | Jung Se-yun (정세윤)     | Kim Min-hyuk (김민혁)    | Hong Keon-hee (홍건희)   | Han Yu-seop (한유섭)          |
| Jang Min-seo (장민서)                                                                                | Jung Hwan-rok (정환록)   | Jo Eun-woo (조은우)      | Yeom Tae-gyun (염태균)   |                               |
| G-Group · ( Canadá, China, Hong Kong, Japón, República de China, Tailandia, Estados Unidos, Vietnam) |                          |                          |                          |                               |
| Zhang Hao (章昊)                                                                                     | Seok Matthew (석매튜)    | Ricky (沈泉锐)           | Jay (제이)               | Keita (佳汰)                  |
| Na Kamden (나캠든)                                                                                   | Wang Zihao (王子浩)      | Hiroto (大翔)            | Haruto (晴翔)            | Chen Kuanjui (陳冠叡)         |
| Ollie (刘天跃)                                                                                       | Takuto (拓斗)            | Zhang Shuaibo (张帅博)   | Ma Jingxiang (马靖翔)    | Cai Jinxin (蔡锦昕)           |
| Anthonny (アントニー)                                                                                | Wumuti (أمۇت)            | Brian (何廷威)           | Chen Jianyu (陈建宇)     | Dang Hong Hai (Đặng Hồng Hải) |
| Cong (Công)                                                                                          | Krystian (王南钧)        | Yuki (由暉)              | Xuan Hao (宣淏)          | Wen Yechen (文邺辰)           |
| Min (มิน)                                                                                             | Yutaka (豊)              | Haru (暖琉)              | Chen Renyou (陳任佑)     | Chen Liang (陈梁)             |
| Ouju (桜樹)                                                                                          | Yang Jun (杨钧)          | Ichika (一翔)            | Wang Yanhong (王颜宏)    | Nice (ไนซ์)                    |
| Dong Dong (东东)                                                                                     | Winnie (วินนี่)             | Qiu Shengyang (邱勝揚)   | Chen Yugeng (陈誉庚)     | Osuke (央修)                  |
| Hyo (飛燿)                                                                                           | Kei (敬)                 | Itsuki (樹)              | Toui (透唯)              | Yuto (佑都)                   |
| Riku (陸)                                                                                            | Lin Shiyuan (林士元)     | Feng Junlan (冯俊岚)     | Tao Yuan (陶源)          |                               |

## Ranking

### Top 9
Los nueve mejores concursantes se escogen mediante una votación en línea realizada en la aplicación móvil Mnet Plus y mediante votación en vivo de la audiencia. La lista se muestra al final de cada episodio.
Clave
| # | Ep. 1        | Ep. 2              | Ep. 5             | Ep. 6             | Ep. 8              | Ep. 11            | Ep. 12             |
| - | ------------ | ------------------ | ----------------- | ----------------- | ------------------ | ----------------- | ------------------ |
| 1 | Sung Han-bin | Sung Han-bin (-)   | Sung Han-bin (-)  | Sung Han-bin (-)  | Sung Han-bin (-)   | Sung Han-bin (-)  | Zhang Hao (↑1)     |
| 2 | Kim Ji-woong | Han Yu-jin (↑1)    | Seok Matthew (↑3) | Han Yu-jin (↑2)   | Zhang Hao (↑2)     | Zhang Hao (-)     | Sung Han-bin (↓1)  |
| 3 | Han Yu-jin   | Kim Ji-woong (↓1)  | Kim Ji-woong (-)  | Seok Matthew (↓1) | Han Yu-jin (↓1)    | Kim Ji-woong (↑2) | Seok Matthew (↑6)  |
| 4 | Lee Da-eul   | Kim Gyu-vin (↑1)   | Han Yu-jin (↓2)   | Zhang Hao (↑1)    | Seok Matthew (↓1)  | Kim Tae-rae (↑3)  | Ricky (↑4)         |
| 5 | Kim Gyu-vin  | Seok Matthew (↑27) | Zhang Hao (↑2)    | Kim Ji-woong (↓2) | Kim Ji-woong (-)   | Han Yu-jin (↓2)   | Park Gun-wook (↑7) |
| 6 | Lee Hoe Taek | Lee Hoe-taek (-)   | Kim Gyu-vin (↓2)  | Kim Gyu-vin (-)   | Kim Gyu-vin (-)    | Keita (↑2)        | Kim Tae-rae (↓2)   |
| 7 | Zhang Hao    | Zhang Hao (-)      | Lee Hoe-taek (↓1) | Kim Tae-rae (↑4)  | Kim Tae-rae (-)    | Kim Gyu-vin (↓1)  | Kim Gyu-vin (-)    |
| 8 | Anthonny     | Jay (↑22)          | Keita (↑6)        | Keita (-)         | Keita (-)          | Ricky (↑6)        | Kim Ji-woong (↓5)  |
| 9 | Kim Tae-rae  | Lee Da-eul (↓5)    | Jay (↓1)          | Jay (-)           | Park Gun-wook (↑1) | Seok Matthew (↓5) | Han Yu-jin (↓4)    |

### Primer periodo de votación
El primer periodo de votación se realizó desde el 2 de febrero de 2023 hasta el 24 de febrero de 2023. La audiencia votó por nueve concursantes, independientemente del grupo. En total, se registró un total de 52 434 522 votos de 176 países; alrededor de 11.9 millones de votos en Corea y 40.5 millones a nivel global. 
La eliminación se realizó en base al total de los puntos individuales.
Clave
| Posición | Concursante    | Grupo | Votos     | Votos     | Puntos    | Posición | Concursante     | Grupo | Votos   | Votos   | Puntos    |
| Posición | Concursante    | Grupo | Corea     | Global    | Puntos    | Posición | Concursante     | Grupo | Corea   | Global  | Puntos    |
| -------- | -------------- | ----- | --------- | --------- | --------- | -------- | --------------- | ----- | ------- | ------- | --------- |
| 1        | Sung Han-bin   | K     | 1 043 564 | 2 818 836 | 8 343 418 | 27       | Jung Min-gyu    | K     | 153 454 | 208 559 | 1 054 053 |
| 2        | Seok Matthew   | G     | 838 865   | 2 470 738 | 6 983 610 | 28       | Ollie           | G     | 57 483  | 616 473 | 1 050 683 |
| 3        | Kim Ji-woong   | K     | 848 515   | 2 400 044 | 6 944 462 | 29       | Wang Zihao      | G     | 31 866  | 617 231 | 1 039 147 |
| 4        | Han Yu-jin     | K     | 924 664   | 1 997 419 | 6 757 634 | 30       | Lim Jun-seo     | K     | 154 069 | 174 791 | 1 016 985 |
| 5        | Zhang Hao      | G     | 594 480   | 2 259 107 | 5 636 185 | 31       | Na Kamden       | G     | 135 650 | 283 288 | 962 611   |
| 6        | Kim Gyu-vin    | K     | 783 359   | 1 514 108 | 5 511 180 | 32       | Ma Jingxiang    | G     | 118 148 | 250 791 | 843 660   |
| 7        | Lee Hoe-taek   | K     | 478 834   | 1 742 488 | 4 469 324 | 33       | Dang Hong Hai   | G     | 55 615  | 414 962 | 781 564   |
| 8        | Keita          | G     | 311 495   | 2 038 551 | 4 107 663 | 34       | Oh Seong-min    | K     | 96 616  | 174 879 | 760 796   |
| 9        | Jay            | G     | 343 093   | 1 988 046 | 4 081 057 | 35       | Cong            | G     | 67 052  | 355 367 | 760 796   |
| 10       | Park Gun-wook  | K     | 424 712   | 1 431 312 | 3 728 699 | 36       | Zhang Shuaibo   | G     | 100 017 | 226 367 | 732 400   |
| 11       | Kim Tae-rae    | K     | 572 660   | 686 987   | 3 514 786 | 37       | Krystian        | G     | 18 023  | 489 839 | 713 399   |
| 12       | Ricky          | G     | 121 057   | 1 228 473 | 2 122 327 | 38       | Yoon Jong-woo   | K     | 72 487  | 204 190 | 692 766   |
| 13       | Lee Da-eul     | K     | 268 805   | 627 749   | 2 103 468 | 39       | Lee Jeong-hyeon | K     | 84 968  | 149 181 | 676 361   |
| 14       | Kum Jun-hyeon  | K     | 260 720   | 495 016   | 1 896 096 | 40       | Lee Dong-yeol   | K     | 66 411  | 202 621 | 664 047   |
| 15       | Takuto         | G     | 223 223   | 696 749   | 1 882 600 | 41       | Brian           | G     | 91 794  | 178 290 | 634 033   |
| 16       | Haruto         | G     | 89 646    | 1 058 396 | 1 764 148 | 42       | Lee Ye-dam      | K     | 54 356  | 219 178 | 632 536   |
| 17       | Yoo Seung-eon  | K     | 256 031   | 348 099   | 1 689 228 | 43       | Wumuti          | G     | 23 170  | 324 127 | 521 445   |
| 18       | Seo Won        | K     | 181 959   | 583 003   | 1 664 080 | 44       | Park Ji-hoo     | K     | 66 861  | 87 145  | 516 507   |
| 19       | Anthonny       | G     | 69 905    | 1 002 268 | 1 604 766 | 45       | Chen Jianyu     | G     | 47 722  | 230 991 | 508 693   |
| 20       | Lee Seung-hwan | K     | 137 004   | 662 583   | 1 569 664 | 46       | Lee Hwan-hee    | K     | 63 688  | 168 531 | 507 947   |
| 21       | Hiroto         | G     | 95 458    | 743 432   | 1 381 864 | 47       | Ji Yun-seo      | K     | 49 239  | 78 759  | 428 248   |
| 22       | Park Han-bin   | K     | 151 471   | 426 785   | 1 327 899 | 48       | Lee Dong-gun    | K     | 13 200  | 169 339 | 387 236   |
| 23       | Mun Jung-hyun  | K     | 173 899   | 209 832   | 1 145 501 | 49       | Park Hyun-been  | K     | 39 237  | 72 877  | 376 700   |
| 24       | Bak Do-ha      | K     | 120 784   | 385 881   | 1 140 151 | 50       | Cai Jinxin      | G     | 61 109  | 82 301  | 374 970   |
| 25       | Cha Woong-gi   | K     | 136 790   | 329 584   | 1 137 561 | 51       | Choi Woo-jin    | K     | 20 040  | 100 778 | 368 077   |
| 26       | Chen Kuanjui   | G     | 50 877    | 538 204   | 1 059 856 | 52       | Jeong I-chan    | K     | 11 527  | 142 653 | 345 335   |

### Segundo periodo de votación
El segundo periodo de votación se realizó desde el 2 de marzo hasta el 17 de marzo de 2023. La audiencia votó por seis concursantes, independientemente del grupo. En total, se registró un total de 47 586 404 votos de 176 países.
La eliminación se realizó en base al total de los puntos individuales.
Clave
| Posición | Concursante   | Grupo | Votos   | Votos     | Puntos    | Posición | Concursante    | Grupo | Votos   | Votos     | Puntos    |
| Posición | Concursante   | Grupo | Corea   | Global    | Puntos    | Posición | Concursante    | Grupo | Corea   | Global    | Puntos    |
| -------- | ------------- | ----- | ------- | --------- | --------- | -------- | -------------- | ----- | ------- | --------- | --------- |
| 1        | Sung Han-bin  | K     | 864 631 | 2 360 757 | 7 043 213 | 15       | Yoon Jong-woo  | K     | 258 264 | 849 578   | 2 259 317 |
| 2        | Zhang Hao     | G     | 561 860 | 2 599 059 | 6 128 945 | 16       | Haruto         | G     | 77 203  | 1 440 154 | 2 198 036 |
| 3        | Han Yu-jin    | K     | 789 745 | 1 847 342 | 6 045 275 | 17       | Yoo Seung-eon  | K     | 300 794 | 452 115   | 1 941 578 |
| 4        | Seok Matthew  | G     | 529 478 | 2 583 500 | 5 812 430 | 18       | Seo Won        | K     | 160 956 | 620 298   | 1 624 641 |
| 5        | Kim Ji-woong  | K     | 686 209 | 1 983 266 | 5 751 211 | 19       | Wang Zihao     | G     | 36 624  | 1 039 895 | 1 600 605 |
| 6        | Kim Gyu-vin   | K     | 694 761 | 1 319 888 | 5 088 364 | 20       | Na Kamden      | G     | 200 211 | 390 565   | 1 507 389 |
| 7        | Kim Tae-rae   | K     | 716 438 | 1 206 278 | 4 790 626 | 21       | Lee Seung-hwan | K     | 137 004 | 662 583   | 1 470 722 |
| 8        | Keita         | G     | 202 889 | 2 599 031 | 4 254 415 | 22       | Chen Kuanjui   | G     | 80 491  | 738 761   | 1 312 569 |
| 9        | Park Gun-wook | K     | 338 834 | 1 242 684 | 3 228 542 | 23       | Zhang Shuaibo  | G     | 199 937 | 290 028   | 1 277 094 |
| 10       | Kum Jun-hyeon | K     | 466 902 | 746 044   | 3 070 589 | 24       | Lee Jeong-hyun | K     | 185 150 | 270 625   | 1 185 270 |
| 11       | Lee Hoe-taek  | K     | 328 217 | 1 145 640 | 3 055 925 | 25       | Takuto         | G     | 127 763 | 465 513   | 1 175 739 |
| 12       | Jay           | G     | 137 997 | 1 751 677 | 2 872 951 | 26       | Cha Woong-ki   | K     | 126 418 | 416 876   | 1 107 219 |
| 13       | Park Han-bin  | K     | 319 978 | 795 702   | 2 719 441 | 27       | Ollie          | G     | 61 620  | 636 467   | 1 095 860 |
| 14       | Ricky         | G     | 233 522 | 1 215 285 | 2 616 791 | 28       | Hiroto         | G     | 78 994  | 560 757   | 1 077 299 |

### Tercer periodo de votación
El tercer periodo de votación se realizó desde el 23 de marzo hasta el 7 de abril de 2023. La audiencia votó por tres concursantes, independientemente del grupo. En total, se registró un total de 31 750 293 votos de 182 países.
La eliminación se realizó en base al total de los puntos individuales.
Clave
| Posición | Concursante  | Grupo | Votos   | Votos     | Puntos    | Posición | Concursante     | Grupo | Votos   | Votos     | Puntos    |
| Posición | Concursante  | Grupo | Corea   | Global    | Puntos    | Posición | Concursante     | Grupo | Corea   | Global    | Puntos    |
| -------- | ------------ | ----- | ------- | --------- | --------- | -------- | --------------- | ----- | ------- | --------- | --------- |
| 1        | Sung Han-bin | K     | 641 077 | 1 748 576 | 5 389 363 | 10       | Lee Hoe-taek    | K     | 263 565 | 871 805   | 2 406 896 |
| 2        | Zhang Hao    | G     | 329 902 | 1 835 261 | 4 342 882 | 11       | Park Han-bin    | K     | 277 403 | 783 470   | 2 365 604 |
| 3        | Kim Ji-woong | K     | 385 631 | 1 287 173 | 3 536 122 | 12       | Park Gun-wook   | K     | 227 208 | 954 454   | 2 329 809 |
| 4        | Kim Tae-rae  | K     | 483 920 | 881 110   | 3 519 583 | 13       | Jay             | G     | 62 829  | 1 400 608 | 2 264 984 |
| 5        | Han Yu-jin   | K     | 397 884 | 1 210 430 | 3 501 402 | 14       | Yoo Seung-eon   | K     | 329 368 | 477 070   | 2 242 196 |
| 6        | Keita        | G     | 94 012  | 2 079 095 | 3 069 047 | 15       | Yoon Jong-woo   | K     | 211 875 | 908 368   | 2 194 327 |
| 7        | Kim Gyu-vin  | K     | 407 240 | 785 674   | 3 017 119 | 16       | Kum Jun-hyeon   | K     | 293 395 | 577 185   | 2 187 613 |
| 8        | Ricky        | G     | 251 118 | 1 117 293 | 2 851 613 | 17       | Lee Jeong-hyeon | K     | 260 595 | 431 541   | 2 041 636 |
| 9        | Seok Matthew | G     | 207 736 | 1 343 815 | 2 718 044 | 18       | Na Kamden       | G     | 298 261 | 426 049   | 2 022 976 |

### Resultado
La final se transmitió en vivo el 20 de abril de 2023. Hwang Min-hyun anunció que el nombre del nuevo grupo formado sería Zerobaseone (ZB1).
| Episodio 12 | Episodio 12   | Episodio 12 | Episodio 12 | Episodio 12             |
| Posición    | Nombre        | Grupo       | Puntos      | Compañía                |
| ----------- | ------------- | ----------- | ----------- | ----------------------- |
| 1           | Zhang Hao     | G           | 1 998 154   | Yuehua Entertainment    |
| 2           | Sung Han-bin  | K           | 1 888 414   | Studio Gl1de            |
| 3           | Seok Matthew  | G           | 1 702 174   | MNH Entertainment       |
| 4           | Ricky         | G           | 1 572 089   | Yuehua Entertainment    |
| 5           | Park Gun-wook | K           | 1 386 039   | Jellyfish Entertainment |
| 6           | Kim Tae-rae   | K           | 1 349 595   | Wake One Entertainment  |
| 7           | Kim Gyu-vin   | K           | 1 346 105   | Yuehua Entertainment    |
| 8           | Kim Ji-woong  | K           | 1 338 984   | Nest Management         |
| 9           | Han Yu-jin    | K           | 1 196 622   | Yuehua Entertainment    |

## Episodios
| N°. | Título                                 | Fecha de emisión      |
| --- | -------------------------------------- | --------------------- |
| 1   | «Hello, It's Me (안녕 나야)»           | 2 de febrero de 2023  |
| 2   | «I Am Here (여기 있잖아)»              | 9 de febrero de 2023  |
| 3   | «Turn on the Light (불을 켜줘)»        | 16 de febrero de 2023 |
| 4   | «SHOWTIME»                             | 23 de febrero de 2023 |
| 5   | «You and I (너와 나)»                  | 2 de marzo de 2023    |
| 6   | «Take My Hand (내 손을 잡아)»          | 9 de marzo de 2023    |
| 7   | «Two is Better (둘이 더 좋잖아)»       | 16 de marzo de 2023   |
| 8   | «As Much As I Dreamed (꿈꿔왔던 만큼)» | 23 de marzo de 2023   |
| 9   | «Started to Realize (자각하기 시작한)» | 30 de marzo de 2023   |
| 10  | «Nonstop Mindset (마음은 Nonstop)»     | 6 de abril de 2023    |
| 11  | «At a Higher Place (더 높은 곳에서)»   | 13 de abril de 2023   |
| 12  | «I Shine (난 빛나)»                    | 20 de abril de 2023   |

## Discografía

### EPs
| Año                                                                                    | Álbum | Posicionamiento en listas | Posicionamiento en listas |
| Año                                                                                    | Álbum | COR                       | JPN                       |
| -------------------------------------------------------------------------------------- | --- | ------------------------- | ------------------------- |
| 2023                                                                                   | Boys Planet – Artist Mission - Lanzamiento: 6 de abril de 2023 - Discográfica: Stone Music Entertainment - Formato: Descarga digital, streaming     | —                         | 6                         |
| 2023                                                                                   | Boys Planet – Final Top9 Battle - Lanzamiento: 20 de abril de 2023 - Discográfica: Stone Music Entertainment - Formato: Descarga digital, streaming | —                         | —                         |
| «—» indica que el álbum no alcanzó posición alguna o no fue lanzado en ese territorio. | |                           |                           |

### Sencillos
| Título                                                                             | Año  | Posición más alta | Posición más alta | Álbum                           |
| Título                                                                             | Año  | COR               | JPN               | Álbum                           |
| ---------------------------------------------------------------------------------- | ---- | ----------------- | ----------------- | ------------------------------- |
| «Here I Am (난 빛나)»                                                              | 2023 | —                 | —                 | Sin álbum                       |
| «Switch»                                                                           | 2023 | —                 | —                 | Boys Planet – Artist Mission    |
| «SuperCharger»                                                                     | 2023 | —                 | —                 | Boys Planet – Artist Mission    |
| «Over Me»                                                                          | 2023 | 179               | —                 | Boys Planet – Artist Mission    |
| «Say My Name»                                                                      | 2023 | 58                | 77                | Boys Planet – Artist Mission    |
| «En Garde» (준비, 시작!)                                                           | 2023 | 185               | —                 | Boys Planet – Artist Mission    |
| «Jelly Pop»                                                                        | 2023 | 162               | 99                | Boys Planet – Final Top9 Battle |
| «Hot Summer»                                                                       | 2023 | —                 | —                 | Boys Planet – Final Top9 Battle |
| «Not Alone»                                                                        | 2023 | —                 | —                 | Boys Planet – Final Top9 Battle |
| «—» indica que el sencillo no alcanzó posición alguna o no fue lanzado en el país. |      |                   |                   |                                 |

## Índices de audiencia
| Temporada | Temporada | Episodio número | Episodio número | Episodio número | Episodio número | Episodio número | Episodio número | Episodio número | Episodio número | Episodio número | Episodio número | Episodio número | Episodio número | Promedio |
| Temporada | Temporada | 1               | 2               | 3               | 4               | 5               | 6               | 7               | 8               | 9               | 10              | 11              | 12              | Promedio |
| --------- | --------- | --------------- | --------------- | --------------- | --------------- | --------------- | --------------- | --------------- | --------------- | --------------- | --------------- | --------------- | --------------- | -------- |
|           | 1         | —               | —               | 240             | 218             | 204             | 206             | 236             | 278             | 241             | 260             | 325             | 338             | 255      |

| Ep. | Fecha de emisión        | Participación promedio de audiencia (Nielsen Korea) | Participación promedio de audiencia (Nielsen Korea) |
| Ep. | Fecha de emisión        | Nacional                                            | Seúl                                                |
| --- | ----------------------- | --------------------------------------------------- | --------------------------------------------------- |
| 1 | 2 de febrero de 2023    | 0.379% (88.º)                                       | Desconocido                                         |
| 2 | 9 de febrero de 2023    | 0.586% (51.º)                                       | Desconocido                                         |
| 3 | 16 de febrero de 2023   | 0.821% (27.º)                                       | 1.195% (8.º)                                        |
| 4 | 23 de febrero de 2023   | 0.772% (27.º)                                       | 1.000% (SR)                                         |
| 5 | 2 de marzo de 2023      | 0.803% (23.º)                                       | 1.000% (SR)                                         |
| 6 | 9 de marzo de 2023      | 0.724% (25.º)                                       | 1.067% (9.º)                                        |
| 7 | 16 de marzo de 2023     | 0.890% (21.º)                                       | 1.115% (7.º)                                        |
| 8 | 23 de marzo de 2023     | 0.884% (19.º)                                       | 1.110% (9.º)                                        |
| 9 | 30 de marzo de 2023     | 0.865% (17.º)                                       | 1.232% (9.º)                                        |
| 10 | 6 de abril de 2023      | 0.878% (23.º)                                       | 1.100% (SR)                                         |
| 11 | 13 de abril de 2023     | 1.000% (14.º)                                       | 1.396% (7.º)                                        |
| 12 | 20 de abril de 2023     | 1.210% (6.º)                                        | 1.657% (4.º)                                        |
| Promedio | Promedio                | 0.818%                                              | 1.187%                                              |
| Especial | 30 de diciembre de 2022 | N/A                                                 | N/A                                                 |
| - En la tabla, los números azules representan los índices de audiencia más bajos y los números rojos representan los más altos. - SR denota que el programa no entró en las diez primeras posiciones de programas diarios en esa fecha. - Este drama se transmite mediante televisión por cable/TV de pago, que por lo general tiene una audiencia más pequeña en comparación con la de cadenas públicas como (KBS, SBS, MBC y EBS). |                         |                                                     |                                                     |